# Franco Diena

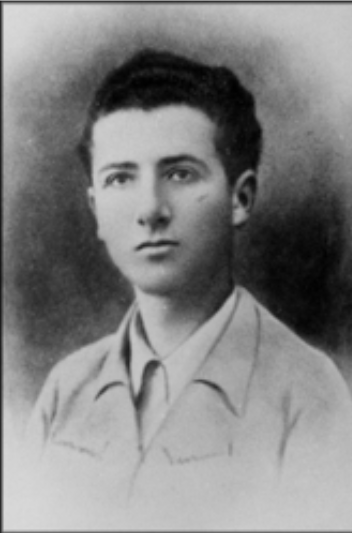
Franco Diena

Franco Diena (Torino, 4 maggio 1925 – Pancalieri, 26 settembre 1944) è stato un antifascista e partigiano italiano.

## Biografia
Franco Diena nasce a Torino il 4 maggio 1925, figlio terzogenito di Mario Diena (Asti, 1882- Torino, 1960) e Giorgina Valabrega (1895-1983). La madre è figlia di Vittorio Valabrega, (1861-1952), ebanista e imprenditore nel settore dell’arredamento, e di Enrichetta Lattes, appartenente alla comunità ebraica di Saluzzo. Il nonno paterno Diena muore in giovane età, lasciando la moglie, Annetta De Benedetti vedova con quattro bambini.

Ultimo figlio della coppia, e soprannominato Paquito dalla sorella Marisa Diena, Franco cresce in una famiglia che sente radicato il senso di appartenenza alla comunità ebraica, pur non essendo osservante: 
"Eravamo ebrei. Mio padre ricordava sempre che lui frequentava da ragazzo la schola, il tempio, pur non essendo osservante, aveva forte sentimento d’identità ebraica. Così nella famiglia dei miei nonni materni era notevole il senso di appartenenza anche se, come molti ebrei, si limitavano a celebrare alcune ricorrenze".
Franco, il fratello Giorgio e la sorella Marisa trascorrono l’infanzia nell’abitazione di via Saluzzo nel quartiere torinese di San Salvario, dove nella seconda metà del XIX secolo era sorta la nuova sinagoga. 
La famiglia Diena appartiene alla benestante borghesia imprenditoriale torinese: Mario infatti è il fondatore e proprietario di un’affermata azienda di stampa e diffusione di cartoline illustrate, sorta a ridosso della Grande Guerra, insieme al fratello Giulio, con il nome "Società anonima Diena" con sede in via Ceresole 17, nel quartiere di Barriera di Milano. Marisa, Giorgio e Franco sono perciò educati alla musica e agli sport invernali; il nucleo familiare vive in un’abitazione estremamente curata, riccamente arredata con i mobili realizzati dal nonno Vittorio, e con un ampio giardino. Alla metà degli anni Trenta, a causa del dissesto finanziario dell’azienda di famiglia, i Diena si trasferiscono nell’allora periferia della città, l’attuale borgo Crocetta. 
Nel 1938 Franco Diena ha appena concluso il ciclo delle scuole medie, e le leggi razziali gli impediscono l’iscrizione ai corsi superiori. Costretto ad abbandonare gli studi inizia quindi a lavorare nella piccola azienda paterna, nel frattempo ricostituita, di cartoline illustrate.
Le memorie della sorella Marisa riportano come si trattò di una dura rinuncia per Franco, della quale la stessa famiglia non si rese conto. Dopo aver lasciato questo primo impiego, inizia a lavorare nell’azienda di arredi fondata dal nonno Vittorio Valabrega. Sono anni di profonda maturazione politica, durante i quali Franco Diena aderisce al Partito comunista e nel periodo della detenzione del fratello Giorgio prima a Torino e poi al Regina Coeli di Roma, inizia la sua militanza attiva. Grazie alla sua attività nella stamperia di famiglia, riesce a recuperare un torchio che viene utilizzato per la realizzazione di documenti a stampa clandestini, diffusi nel corso degli scioperi del marzo 1943, come non manca di ricordare uno dei versi della poesia “Per uno delle squadre di pianura (a Franco Diena)” scritta da Silvia Pons, compagna di Giorgio, in memoria del cognato.
L’11 settembre 1943 Franco raggiunge con il fratello Giorgio, la sorella Marisa, Silvia Pons e Vittorio Foa, l’abitato di Torre Pellice, per entrare in clandestinità. Dal 12 settembre 1943 fino al 26 settembre 1944 Franco Diena milita nella IV Brigata Garibaldi della I Divisione Garibaldi Piemonte, con il nome di battaglia Ferrero. Viene ferito due volte durante l’azione.

Della sua attività esiste traccia nelle memorie biografiche della sorella Marisa: 
"Franco si dimostrava coraggioso fino alla temerarietà, ignorava il pericolo. Era sempre tra i primi a partecipare ad ogni azione. [...] Come ho già accennato era stato ferito in val Po, mentre ad Agliasco con altri due partigiani era di corvée per la legna: camminavano nel bosco e lui aveva sentito dei movimenti più in basso, aveva lanciato un fischio, ma intanto si era accorto che quelle che intravedeva erano divise tedesche; non aveva fatto in tempo a nascondersi che è un proiettile l'aveva colpito. Aveva voluto che i due compagni si allontanassero a cercar rinforzi e lui era rimasto lì per seguire i movimenti dei nemici che per buona sorte avevano preso un'altra strada punto era stato portato in seguito In una baita in montagna, senza anestesia gli era stato estratto il proiettile che per fortuna era penetrato solo superficialmente. Ristabilitosi era rientrato nel suo reparto.

Preoccupata della sua esuberanza, ne avevo parlato al comando; “Pietro” e “Barbato” avevano convenuto che si esponeva troppo e avevano deciso di inviarlo per qualche tempo in quelle che allora si potevano chiamare le retrovie, cioè presso un distaccamento in alta montagna. Ancora oggi sento i rimorsi di allora: Franco fu umiliato dal provvedimento, che gli parve una punizione non meritata Ed io che l'avevo provocata soffrivo per lui, ne potevo godere di saperlo meno esposto al pericolo. Dopo poco tempo si rifece unendosi ai gruppi arditi di pianura."
Il 26 settembre del 1944 muore durante un conflitto a fuoco contro le truppe nazifasciste a Pancalieri, nella regione della Pancalera. Viene sepolto il 29 settembre 1944 nel cimitero di Lombriasco, per poi essere traslato al Campo della Gloria del Cimitero Monumentale di Torino.

## Onorificenze

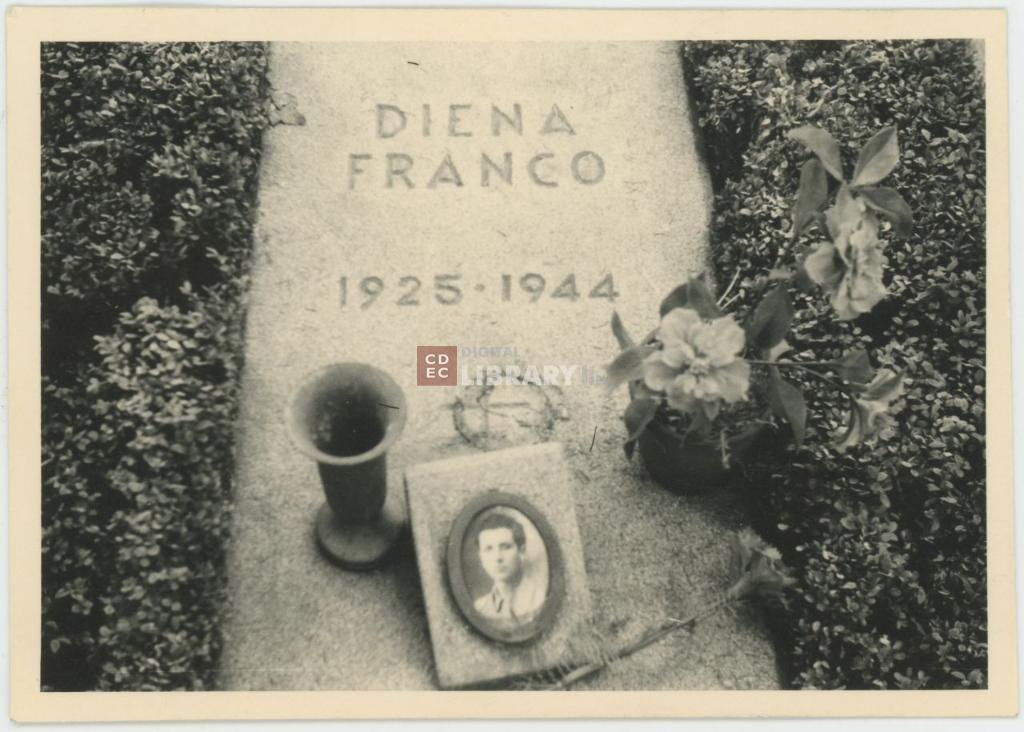
Tomba di Franco Diena

Nel 1966 Franco Diena viene insignito dal Ministero della difesa della Croce al valor militare alla "memoria" partigiana. La medaglia viene consegnata il 21 maggio 1967 nel corso di una manifestazione alla Caserma del IV Alpini a Torino.

## Memoria
Nel comune di Pancalieri viene realizzato un cippo alla memoria di Franco Diena e di Chiaffredo Barreri, morti nella battaglia della Pancalera. Nel 1956, durante una conferenza tenuta presso la GAM di Torino, con le tre partigiane Ada Gobetti, Frida Malan e Carmelina Piccolis, scultrice, quest’ultima ricorda l’amico d’infanzia Franco Diena e il suo allontanamento da scuola.